# George Blake
George Blake (eredeti neve Georg Behar) (Rotterdam, 1922. november 11. – Moszkva, 2020. december 26.) brit és szovjet hírszerző, kettős ügynök, a hidegháború hírszerzési frontjának egyik neves szereplője volt.

## Élete és hírszerző tevékenysége
Apja Hollandiában élő szefárd zsidó származású egyiptomi, anyja holland volt. Apja, Albert Behar az első világháborúban az Oszmán Birodalom ellen harcolt, brit és francia kitüntetéseket kapott és honosított brit alattvaló lett. 1936-ban, apja halála után George-ot Egyiptomba küldték rokonaihoz, ahol angol iskolába járt. Unokatestvére, Henri Curiel később az egyiptomi kommunista párt jelentős személyisége lett. Később Blake úgy nyilatkozott, hogy tíz évvel idősebb unokatestvére nagy hatással volt világnézetének alakulására.
1940-ben kommunista meggyőződésűként a németellenes holland ellenállás tagja lett, majd 1943-ban Angliába menekült. 1944-ben a brit hírszerzés, a Secret Intelligence Service (SIS) beszervezte. Beleszeretett az MI6 egyik titkárnőjébe, Iris Peake-be, de a lány szülei megakadályozták házasságukat zsidó származása miatt.
1948-ban Szöulba helyezték azzal feladattal, hogy vegyen részt az ottani brit hírszerző hálózat kiépítésében. A koreai háború kitörése után az északiak fogságába esett. Elmondása szerint a lakosságot sújtó amerikai bombázások döntő hatással voltak arra az elhatározására, hogy felajánlja szolgálatait a szovjeteknek. 1953-ban kiszabadult az észak-koreai fogságból, visszatért Angliába és újra felvette a munkáját a brit hírszerzésnél. Fő feladata lett a szovjet hírszerzés elleni küzdelem, igyekeznie kellett kettős ügynököket beszerveznie közülük. Így kezdte meg saját kettős ügynöki tevékenységét: folyamatosan tájékoztatta a szovjeteket munkájáról. Összekötőtisztje Szergej Kondrasov volt, a londoni szovjet nagykövetségen diplomáciai fedésben dolgozó KGB-s hírszerzőtiszt.
Blake 1954. január 18-án tájékoztatta a KGB-t a CIA és a SIS 1953 decemberi tárgyalásairól, amelyen a berlini kémalagút megépítéséről tárgyaltak. 1955-ben a SIS Berlinbe helyezte, ahol a brit főhadiszálláson politikai hírszerzéssel, valamint a szovjetek berlini főhadiszállására irányuló beszivárgással foglalkozott. 1959-ben tért vissza Londonba, majd 1960-ban Libanonba helyezték.
Kilencéves aktív tevékenysége során az MI6 mintegy 400 Kelet-Európában tevékenykedő ügynökét árulta el, és ezzel a szervezet munkájának nagy részét ellehetetlenítette. Olyan tömegű dokumentumot adott át a szovjeteknek, hogy azok részleteit maga sem ismerte. 1959-ben tudomást szerzett a CIA által a GRU-ból beszervezett kettős ügynökről, Pjotr Szemjonovics Popovról, akit aztán 1960-ban kivégeztek.
1961-ben hazahívták Libanonból és letartóztatták, mert egy átállt lengyel hírszerző, Michał Goleniewski révén tudomást szereztek kettős tevékenységéről. Vallomást tett és egy hónap múlva addig példátlanul hosszú börtönbüntetésre, 42 évre ítélték. Cellatársai szimpátiáját elnyerve, 1966-ban segítségükkel sikerült megszöknie és eljutnia Moszkvába.

## Moszkva
A hidegháború vége után is Moszkvában maradt, a KGB nyugdíjas ezredeseként. 1990-ben kiadta önéletrajzát No Other Choice (Nincs más választás) címmel. 2007-ben, 85. születésnapján Vlagyimir Putyin a Barátságért érdemrenddel tüntette ki.
2012-ben, 90. születésnapján a BBC riportot készített vele. Ebben elmondta, hogy továbbra is meggyőződéses marxista–leninista. Tagadta az árulás vádját, mivel szerinte ahhoz, hogy valaki eláruljon valamit, először odatartozónak kell éreznie magát – és ő soha nem érezte magát britnek.